# Cham (skrift)

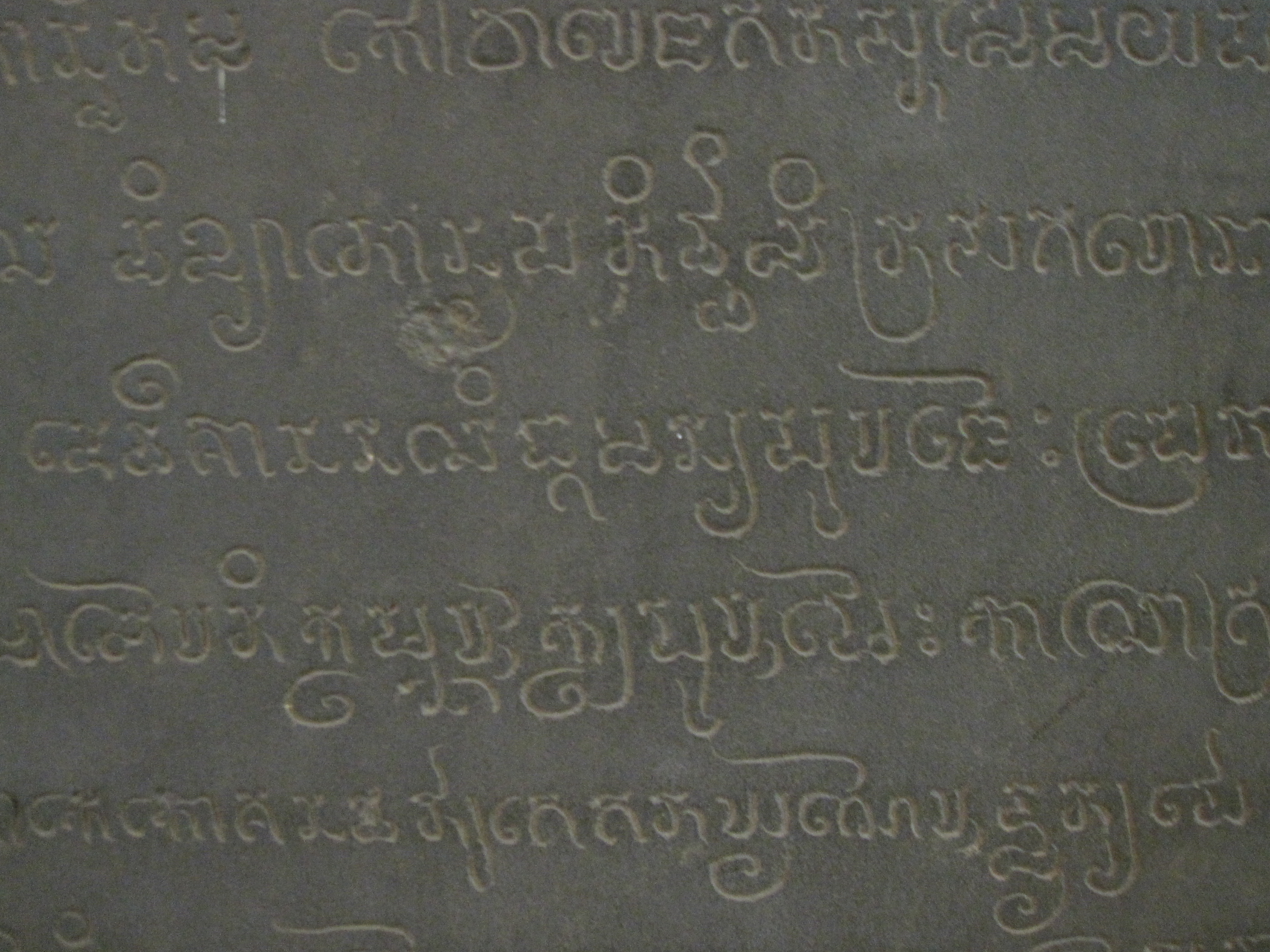
Närbild av Po Nagar-stelen från år 965. Den beskriver olika prestationer utförda av champa-kungarna.

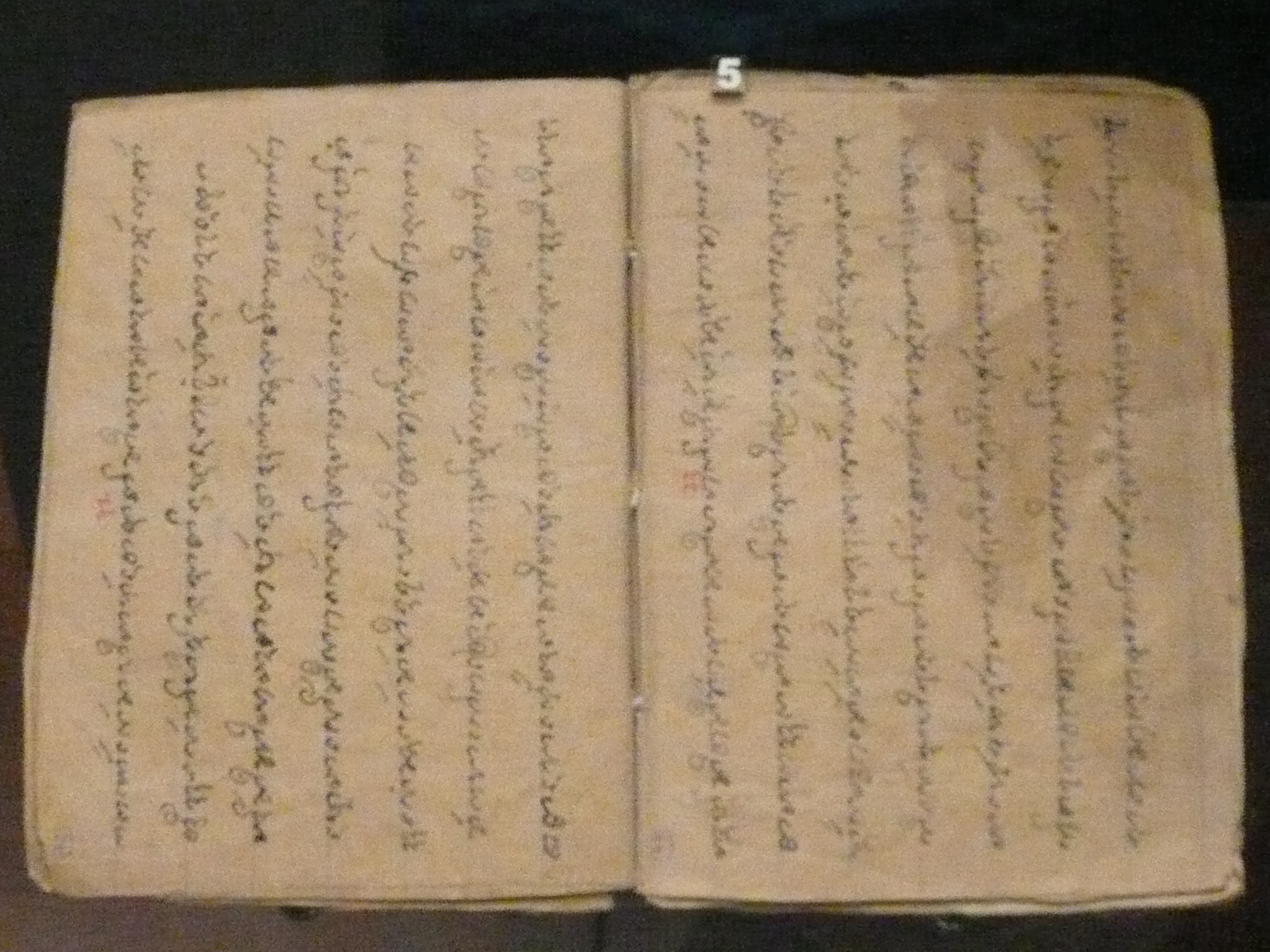
Ett champa-manuskript som återger den sociala kulturen i cham-samhället under tidigt 1700-tal.

Cham-skrift är en abugida som används för att skriva cham, ett austronesiskt språk tillhörande den malajopolynesiska familjen som talas av chamfolket i Vietnam och Kambodja. Cham talas av cirka 230 000 personer. Skriftens dynamiska utveckling är nära sammanflätad med den chamiska kulturen och det chamiska språkets utveckling, liksom influenser från främmande språk och skriftsystem under dess migrering från Indien.

## Historia
Cham-skriften härstammar från den indiska brahmi-skriften. Skriftens spridning till Vietnam och Kambodja sammanföll med spridningen av hinduismen och buddhismen. Därför innehåller de chamiska stentemplen för hinduistiska och buddhistiska gudar inskriptioner på både sanskrit och cham.
Enligt kinesiska källor grundades kungadömet Champa år 192 e.Kr. Den chamiska civilisationen nådde sin höjdpunkt under 500- och 600-talen.
De äldsta inskriptionerna i Vietnam är funna i tempelkomplexet Mỹ Sơn. De är daterade till runt år 400 och är skrivna på bristfällig sanskrit. Senare inskriptioner skiftar mellan sanskrit och det dåtida cham-språket.
Cham-kungar studerade klassiska indiska texter såsom Dharmaśāstra. Så småningom, samtidigt som cham-språket och sanskrit kom att influera varandra, anammade cham-kulturen allt mer den hinduisk gudadyrkan. Resultatet var att cham-folket efterhand kunde uttrycka sig allt bättre på sitt eget språk i religiösa sammanhang. Det fanns inte längre behov att använda ord på sanskrit för att beskriva hinduiska riter och texter. Framme vid 700-talet beräknas det att cham-skrifter inte längre behövde inkludera sanskrit. De bäst bevarade manuskripten fokuserar på religiösa ritualer, episka strider, myter och poesi.
Cham-skriften var en av de första som utvecklades från den syd-brahmiska skriften vatteluttu. Den skrivs horisontellt i rader från vänster till höger. De nuvarande språken uppvisar sydasiatiska egenskaper som monosyllabism, ordtoner och glottaliserade konsonanter. Intressant nog nådde språken det sydostasiatiska fastlandet som bisyllabisk och utan ordtoner. Skriftens abugida-modell fick därför anpassas för att hantera dessa förändringar.
Cham-folket lever numera i två isolerade grupper: västcham i Kambodja och östcham i Vietnam. Under det första millenniet e.Kr. utgjordes cham-språken av en rad dialekter längs med den vietnamesiska kusten. Dessa skiljdes åt och bildade separata språk när vietnameserna rörde sig söderut vilket fick de flesta cham att förflytta sig tillbaka upp i högländerna medan andra blev del av det låglänta samhälle som styrdes av vietnameserna. Uppdelningen i en västlig och en östlig grupp skedde i direkt anslutning till det vietnamesiska störtandet av huvudstaden. De använder olika varianter av cham-skriften. Den förra gruppen består dock till största delen muslimer och föredrar därför den arabiska skriften. De senare är mestadels hinduer och använder fortfarande sin egen skrift. Under det franska koloniala styret var båda tvungna att använda det latinska alfabetet.

## Användning
Skriften skattas högt inom cham-kulturen, men det betyder inte nödvändigtvis att många lär sig den. Flera försök har gjorts att förenkla stavningen och främja lärande av skriften men dessa har mött begränsad framgång. Traditionellt lärde sig pojkar skriften runt 12 års ålder då de var tillräckligt gamla och starka för att sköta vattenbufflar. Kvinnor lärde sig den dock för det mesta inte.

## Beskrivning

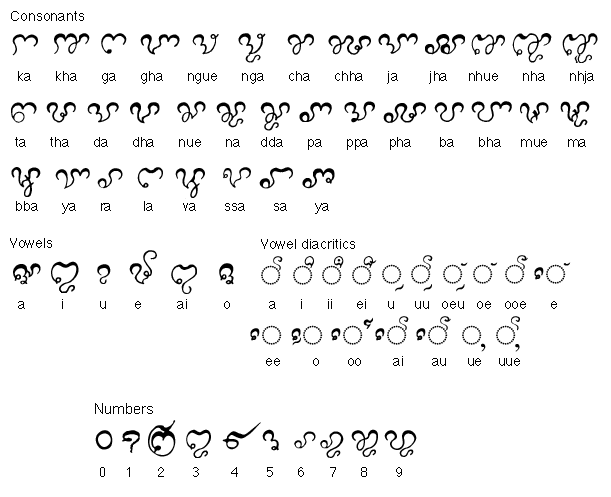
Cham-skriften.

Skiften är en abugida där bokstäver representerar antingen en vokal eller en konsonant med en medföljande vokal a. Nasala konsonanter har istället vokalen ư och en speciell diakrit används när de följs av a. I Unicode kodas dessa varianter som separata tecken. 

### Vokaler
Den medföljande vokalen ändras med hjälp av diakritiska vokaltecken. Sex av vokalerna skrivs med egna bokstäver när de står stavelseinitialt, övriga med en kombination av bokstaven ꨀ a och lämplig diakrit.

#### Bokstäver
| ꨀ | ꨁ | ꨂ | ꨃ | ꨄ  | ꨅ |
| - | - | - | - | -- | - |
| a | i | u | e | ai | o |

#### Diakritiska tecken
| ꨆꨩ  | ꨆꨪ  | ꨆꨫ  | ꨆꨬ   | ꨆꨭ   | ꨆꨭꨩ   | ꨆꨭꨮ   | ꨆꨮ  | ꨆꨮꨩ  |
| -- | -- | -- | --- | --- | --- | --- | -- | -- |
| kā | ki | kī | kei | ku  | kū  | kơu | kơ | kơ̄ |
| ꨯꨆꨮ  | ꨯꨆ  | ꨰꨆ  | ꨯꨆꨱ   | ꨯꨆꨩ   | ꨯꨆꨮꨩ   | ꨆꨲ   | ꨆꨲꨩ  | ꨆꨶ  |
| ke | kē | ko | kō  | kai | kau | kư  | kư̄ | k  |

### Konsonanter
Stavelsemediala konsonanter markeras med diakritiska tecken. Konsonantgrupper bildas inte produktivt vilket innebär att det finns en begränsning för det antal som kan skrivas. Stavelsefinala konsonanter kan skrivas på tre sätt:
1. Med egna bokstäver som representerar en konsonant utan medföljande vokal.
2. Med diakritiska tecken (för ng, m och h).
3. Med bokstaven ꨥ va som finalt uttalas utan vokal.

#### Bokstäver

##### Med vokal
| ꨆ  | ꨇ   | ꨈ  | ꨉ   | ꨊ  | ꨋ  |    |
| -- | --- | -- | --- | -- | -- | -- |
| ka | kha | ga | gha | ṅư | ṅa |    |
| ꨌ  | ꨍ   | ꨎ  | ꨏ   | ꨐ  | ꨑ  | ꨒ  |
| ca | cha | ja | jha | ñư | ña | ṇ̃a |
| ꨓ  | ꨔ   | ꨕ  | ꨖ   | ꨗ  | ꨘ  | ꨙ  |
| ta | tha | da | dha | nư | na | ḍa |
| ꨚ  | ꨜ   | ꨝ  | ꨞ   | ꨟ  | ꨠ  | ꨡ  |
| pa | pha | ba | bha | mư | ma | ḅa |
| ꨢ  | ꨣ   | ꨤ  | ꨥ   | ꨦ  | ꨧ  | ꨨ  |
| ya | ra  | la | va  | śa | sa | ha |

##### Utan vokal
| ꩀ | ꩁ | ꩂ | ꩄ  | ꩅ | ꩆ | ꩇ | ꩈ | ꩉ | ꩊ | ꩋ |
| - | - | - | -- | - | - | - | - | - | - | - |
| k | g | ṅ | ch | t | n | p | y | r | l | ś |

#### Stavelsemediala
| ꨆꨳ   | ꨴꨆ   | ꨆꨵ   | ꨆꨶ   | ꨴꨈꨶ    | ꨆꨵꨳ    | ꨆꨵꨶ    |
| --- | --- | --- | --- | ---- | ---- | ---- |
| kya | kra | kla | kwa | grwa | klya | klwa |

#### Stavelsefinala
| ꩀꩃ    | ꩀꩌ   | ꩀꩍ   |
| ---- | --- | --- |
| kang | kam | kah |

### Siffror
| ꩐ | ꩑ | ꩒ | ꩓ | ꩔ | ꩕ | ꩖ | ꩗ | ꩘ | ꩙ |
| - | - | - | - | - | - | - | - | - | - |
| 0 | 1 | 2 | 3 | 4 | 5 | 6 | 7 | 8 | 9 |

## Datoranvändning
Cham ingår i Unicode-standarden för teckenkodning och har tilldelats kodpunkterna U+AA00–U+AA5F.